# Cây 100 gecs
Cây 100 gecs (biệt hiệu là Gecca) là một cây thông Pinus ponderosa ở Des Plaines, Illinois, Hoa Kỳ. Cây thông xuất hiện trên ảnh bìa album 1000 gecs phát hành năm 2019 của bộ đôi ca sĩ người Mỹ 100 gecs và từ đó trở thành một điểm thu hút ưa thích với người hâm mộ.

## Lịch sử
Bộ đôi ca sĩ người Mỹ 100 gecs phát hành album đầu tay 1000 gecs vào năm 2019. Ảnh bìa album mô tả hai người ở Chicago gần đó với tư thế cúi đầu xuống gốc cây và quay lưng đối với máy ảnh. Tọa độ của cái cây sau đó được xác định trên Google Maps, khiến rất nhiều người hâm mộ ban nhạc đã "hành hương" đến cây thông này.

### Người hâm mộ hành hương
Từ năm 2020, cây thông được liệt kê là "nơi thờ cúng" 4.9 sao với hàng trăm lượt phê bình trên Google Maps và một "bảo tàng nghệ thuật" trên Yelp. Những người hâm mộ đến viếng thăm cây thường để lại các lễ vật, bao gồm lon nước tăng lực Monster Energy, thuốc lá, que thử thai, đồ hút bồn cầu cùng "các mảnh vụn văn hóa đại chúng khác". Mối liên quan được rút ra giữa cái cây và American Football House, cả hai địa điểm hành hương âm nhạc và "những điều vô vị giữa Illinois".

## Tranh cãi
Cây nằm trên tài sản cá nhân trong khi một phần của khu phức hợp văn phòng ở Des Plaines thuộc sở hữu của chi nhánh công ty Acuity Brands. Nhân viên bảo vệ của khu phức hợp đã yêu cầu du khách xúc tiến chuyến thăm của họ và không để lại bất kỳ vật dụng nào. Một tin đồn lan truyền trực tuyến cho rằng cái cây có thể bị đội bảo trì của khu phức hợp đốn hạ do bức xúc trước số lượng người hâm mộ xâm phạm và xả rác nhưng đã bị người quản lý cơ sở vật chất từ chối.